# Лонгтермізм

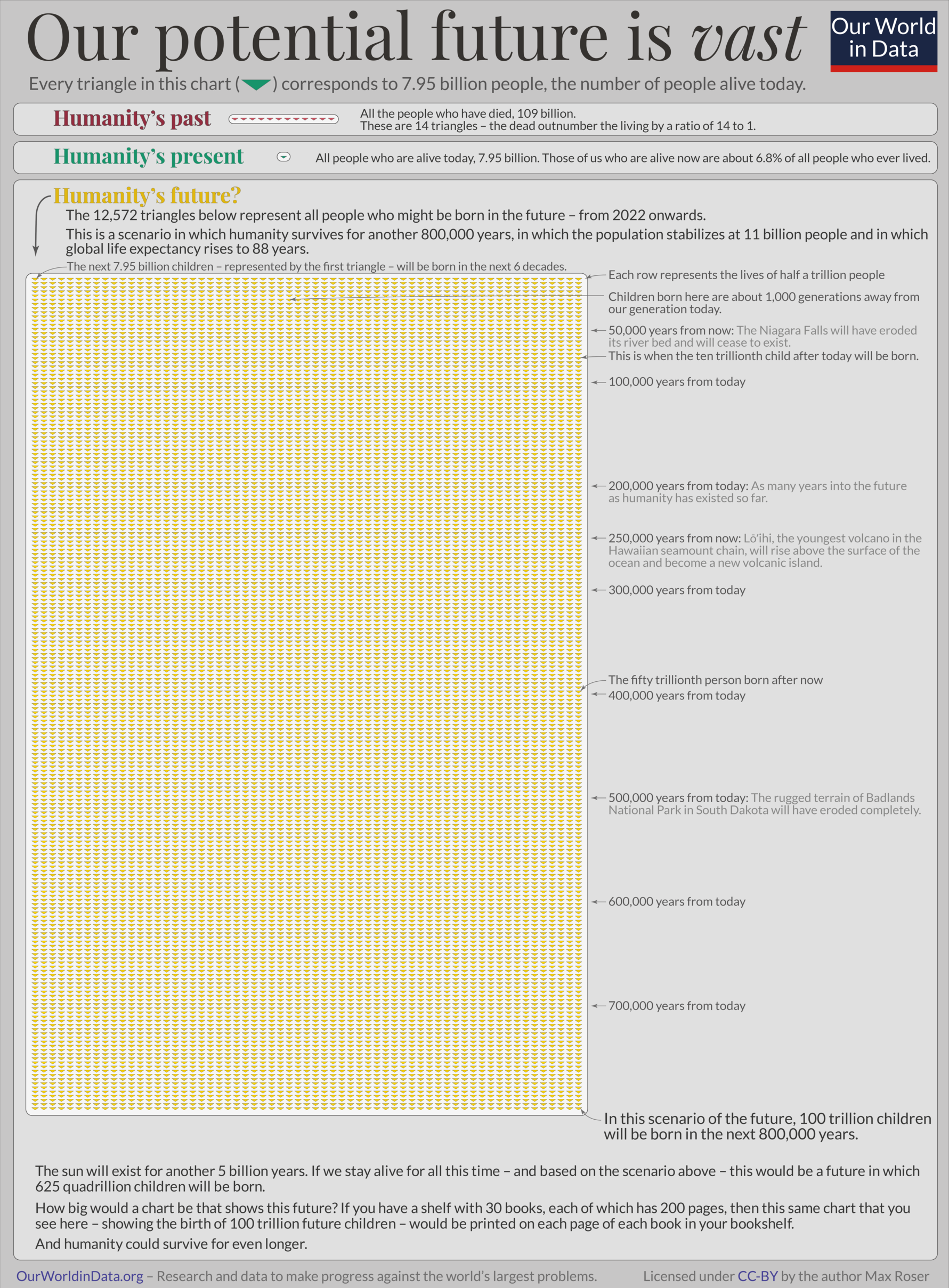
Масштаб минулого, теперішнього і потенційного майбутнього людства

Лонгтермі́зм (англ. longtermism від long-term — довгостроковий) — етично-світоглядна концепція, згідно з якою одним із ключових пріоритетів нашого часу має бути позитивний вплив на довгострокове майбутнє людства. Серед прихильників лонгтермізму — філософи Вільям Макаскілл і Тобі Орд. Ілон Маск висловлювався про книгу Макаскілла на тему лонгтермізму, що вона «близько відповідає моїй філософії». Лонгтермізм походить із руху ефективного альтруїзму. Джерелом натхнення для лонгтермізму є, зокрема, праці Дерека Парфіта і Ніка Бострома.
Лонгтермісти виходять із припущення, що майбутнє людства може бути вкрай довготривалим: людство може існувати стільки ж, скільки типові види ссавців (тобто ще сотні тисяч років), до кінця існування складного життя на Землі (через сотні мільйонів років) або навіть — завдяки колонізації космосу — до згасання останніх зірок (через сотні трильйонів років). Лонгтермісти роблять висновок, що позитивний вплив на потенційно величезну кількість майбутніх людей має бути одним із ключових пріоритетів нашого часу. Макаскілл підсумовує свою аргументацію на користь лонгтермізму наступним чином: «Майбутні люди мають значення. Їх може бути багато. Ми можемо покращити їхнє життя».

## Визначення
Макаскілл визначає лонгтермізм як «погляд, згідно з яким позитивний вплив на довгострокове майбутнє є одним із ключових моральних пріоритетів нашого часу», на відміну від сильного лонгтермізму, який визначає як погляд «згідно з яким позитивний вплив на довгострокове майбутнє є єдиним ключовим моральним пріоритетом нашого часу — важливішим, ніж усе інше на цей момент». Орд, зі свого боку, пише, що лонгтермізм «надає особливого значення впливу наших дій на довгострокове майбутнє. Він серйозно враховує той факт, що наше покоління є лише однією сторінкою в набагато довшій історії, і наша найважливіша роль може полягати в тому, яку форму ми можемо — чи не можемо — їй дати».

## Історія
Термін «лонгтермізм» з'явився у 2017 році. Елементи лонгтермізму можна знайти, наприклад, в усній конституції ірокезів, яка підтримує «принцип сьомого покоління»: зважай на наслідки своїх дій для сьомого покоління вперед. Лонгтермістські ідеї, такі як моральна відповідальність за довгострокове майбутнє людства, можна також знайти у працях Т. С. Чемберліна, Дж. Б. С. Голдейна, Джеймса Джинса, Бертрана Рассела, Карла Сагана, Джонатана Шелла, Ганса Йонаса, Дерека Парфіта, Мартіна Різа, Ніка Бострома, а також у працях Стюарта Бранда та Романа Кржнарика.

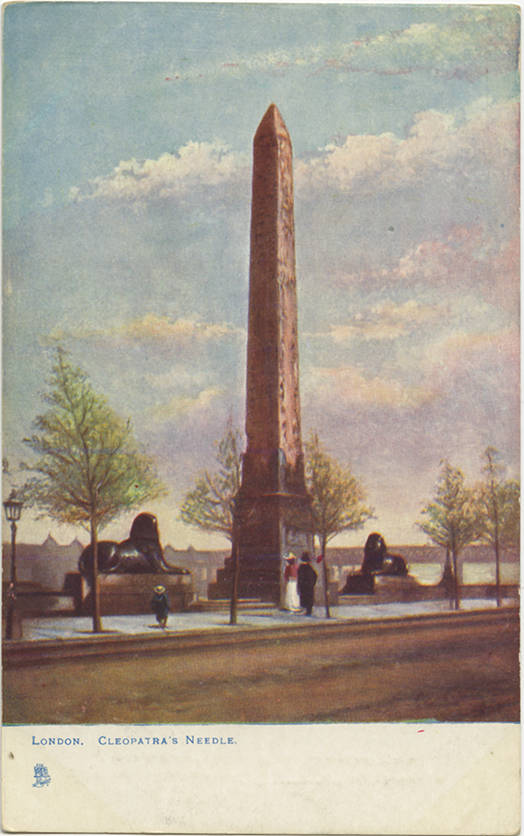
Обеліск Клеопатри в Лондоні

У 1929 році астроном Джеймс Джинс порівняв пропорції між віком Землі, віком людства, історією цивілізації та можливим майбутнім людства до пропорцій між обеліском Клеопатри в Лондоні, товщиною пенні, товщиною поштової марки та висотою Монблану, стверджуючи:
… як мешканці Землі, ми живемо на самому початку історії. Ми щойно прийшли у світ у свіжій славі світанку, і перед нами простягається майже невимовно довгий день… Нашим нащадкам з віддалених епох — які дивитимуться на нас з іншого боку панорами часу — наш нинішній вік здаватиметься туманним ранком історії; наші сучасники виглядатимуть як нечіткі герої, що пробивалися через джунглі невігластва, помилок і забобонів, щоб відкрити істину, приборкати сили природи та створити світ, гідний для проживання людини. … Але, здається, ми вже можемо зрозуміти, що головний меседж астрономії для людства — це надія, а для особистості — відповідальність; відповідальність, бо ми складаємо плани й закладаємо фундамент для майбутнього, довшого, ніж ми можемо собі уявити..
У 1984 році філософ Дерек Парфіт порівнював три можливі сценарії: (1) мир, (2) ядерна війна, яка знищує 99 % сучасного світового населення, (3) ядерна війна, яка знищує 100 % світового населення, стверджуючи:
(2) було б гірше, ніж (1), а (3) було б гірше, ніж (2). Яка з цих двох різниць є більш значущою? Більшість вважає, що різниця між (1) і (2). Я вважаю, що різниця між (2) і (3) є набагато більшою. (…) Земля залишатиметься придатною для життя щонайменше ще мільярд років. Цивілізація існує лише кілька тисяч років. Якщо ми не знищимо людство, ці кілька тисяч років можуть становити лише малу частку всієї історії людської цивілізації. Різниця між (2) і (3) може, таким чином, бути різницею між цією малою часткою та всією рештою цієї історії. Якщо порівняти цю можливу історію з одним днем, те, що сталося дотепер, — це лише частка секунди.
Аргументи на користь лонгтермізму також висувають Нік Бекстед, Гіларі Ґрівз та Голден Карнофскі.

## Практичні наслідки

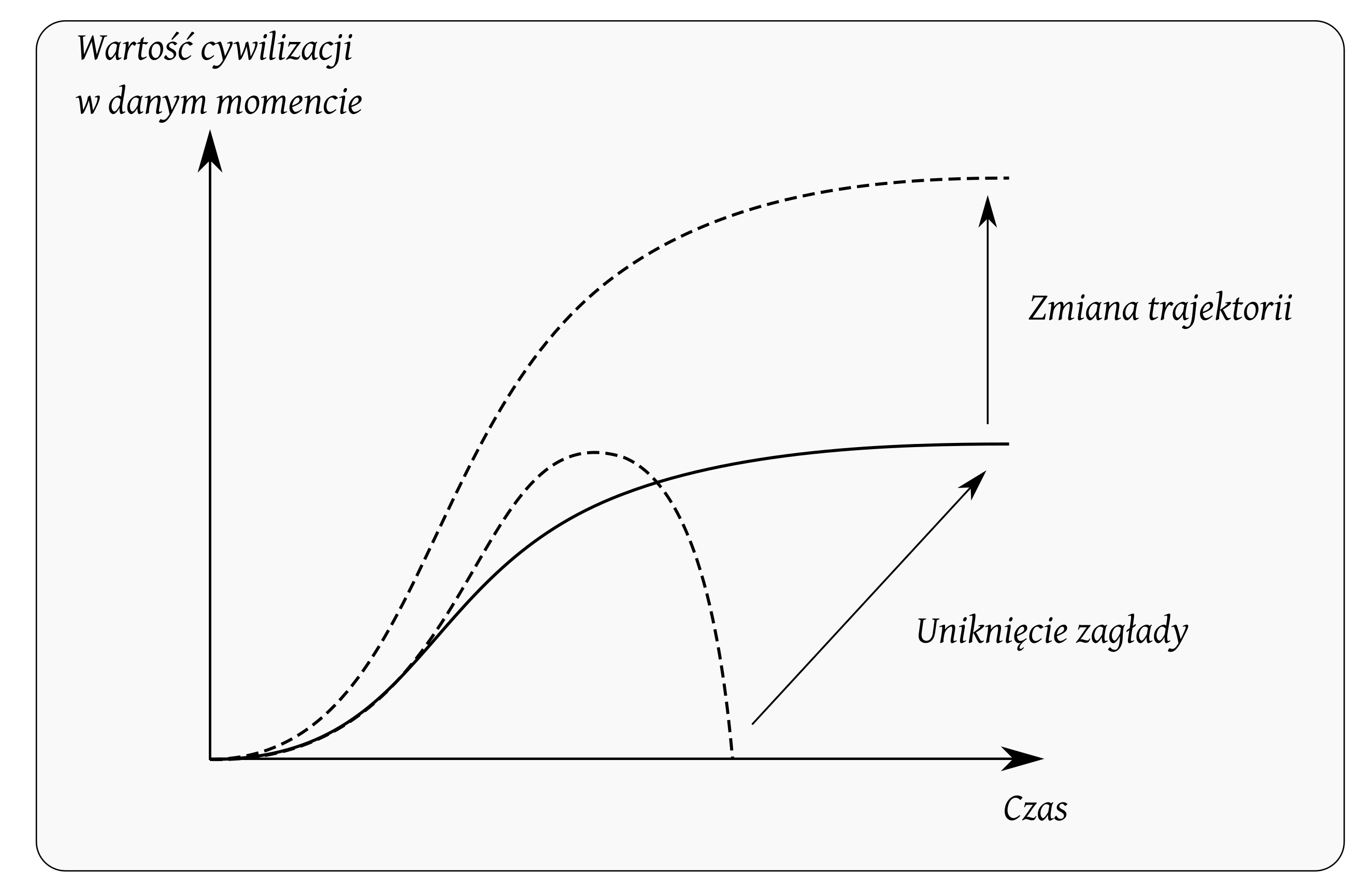
Два основні способи впливу на довгострокове майбутнє згідно з лонгтермізмом

Лонгтермісти вважають, що існують два основні способи покращення довгострокового майбутнього: запобігання знищенню людства та зміна траєкторії цивілізації.

### Екзистенційний ризик
Екзистенційний ризик — це «ризик передчасного зникнення розумного життя земного походження або радикального і стійкого знищення його потенціалу для подальшого позитивного розвитку». До прикладів екзистенційних ризиків належать загрози, пов'язані з кометами й астероїдами, супервулканами, ядерною війною, пандеміями природного або штучного походження, екстремальними змінами клімату, тоталітарними ідеологіями, нанотехнологіями або загальним штучним інтелектом.
Орд оцінює загальний екзистенційний ризик у наступні сто років як один до шести, при цьому вважаючи, що найбільшим джерелом ризику є загрози, пов'язані з загальним штучним інтелектом. Він також вважає, що ми зараз перебуваємо у періоді надзвичайно підвищеного екзистенційного ризику, який називає «Часом прірви» (The Precipice), початок якого датовано моментом першого вибуху атомної бомби. Подібне поняття «часу небезпек» (time of perils) згадується у працях астронома Карла Сагана.

### Зміна траєкторії
За словами економіста Тайлера Коуена, якщо брати до уваги довгострокову перспективу, нашим пріоритетом має бути прискорення сталого економічного зростання, оскільки переваги такого зростання накопичуються з часом.
Водночас Вільям Макаскілл зазначає, що нинішні темпи економічного зростання, ймовірно, фізично неможливо підтримувати протягом більше ніж кількох тисяч років. Тому збільшення його темпів матиме незначний вплив на дійсно довгострокову траєкторію розвитку цивілізації. Макаскілл вважає, що кращим способом впливу на довгострокову траєкторію цивілізації є покращення моральних норм, що діють у суспільстві. Він наводить приклад британського аболіціонізму, який демонструє цей підхід. Макаскілл та інші також розглядали проєкти створення інституцій, які могли б краще відповідати потребам майбутніх поколінь. Наприклад, пропонуються спеціальні громадянські журі для ухвалення рішень із врахуванням довгострокових наслідків.

### Довга рефлексія
Згідно з Ордом і Макаскіллом, одним із довгострокових цілей людства має бути стан «довгої рефлексії» — «стабільного стану світу, у якому людство захищене від катастроф і має можливість для роздумів і дебатів щодо природи доброго життя, а також розроблення принципів найкращого суспільства». Подібні ідеї можна знайти в працях Джонатана Шелла та Ніка Бострома. Орд припускає, що мета досягнення стану довгої рефлексії може стати спільною основою для багатьох несумісних бачень довгострокового майбутнього людства, наприклад, таких, що стосуються колонізації космосу або трансгуманізму.

## Філософське підґрунтя
Аргументи на користь лонгтермізму походять із різних моральних традицій. Згідно з утилітаризмом, нашим моральним обов'язком є збільшення суми добробуту чуттєвих істот. Нік Бостром звертає увагу на те, що протягом часу, який людство ще може провести на Землі, може існувати до 10 щасливих людей. Тому, з утилітаристської точки зору, сподівана цінність зниження ризику екзистенційної катастрофи на одну мільйонну відсотка є в сто разів більшою, ніж цінність порятунку одного мільйона людей. Позитивний вплив на довгострокове майбутнє також може бути пріоритетом з точки зору консеквенціалізму, оскільки майбутнє містить величезний потенціал для видів благ, які не пов'язані безпосередньо з добробутом, таких як краса, добро та знання.
Тобі Орд звертає увагу на деонтологічні аргументи на користь зниження екзистенційного ризику:
- ми маємо борг перед минулим, який можемо сплатити лише передаючи майбутнім поколінням надбання культури, науки та справедливі інститути[57];
- безпосередня загроза вимирання позбавила б сенсу багато сучасних проєктів у сфері мистецтва, науки, медицини чи політики[58];
- доля людства може мати космічне значення, якщо розумне життя є рідкісним у Всесвіті, про що може свідчити парадокс Фермі[59];
- колективне ігнорування екзистенційного ризику може бути проявом відсутності цивілізаційної чесноти передбачливості, що є морально неприйнятним із точки зору етики чеснот.

Роман Кржнарик припускає, що більша турбота про довгострокове майбутнє людства є морально виправданою, оскільки вона була б результатом справедливого порозуміння за міжпоколіннєвою «завісою незнання». Окрім того, це є відповідною реакцією на морально неприйнятну домінуючу позицію сучасного покоління над майбутніми.

## Спільнота
Пропозиції, пов'язані з лонгтермізмом, сприяли створенню спільноти, яка працює заради майбутніх поколінь. До неї належать такі організації, як Centre for the Study of Existential Risk при Кембриджському університеті, Future of Humanity Institute і Global Priorities Institute при Оксфордському університеті, організація з професійного консультування 80,000 Hours, Future of Life Institute, а також фонди Forethought Foundation і Longview Philanthropy. Великим спонсором проєктів, пов'язаних із лонгтермізмом, є фонд Open Philanthropy, співзасновником якого є Дастін Московіц. Іншим значним спонсором був Сем Бенкман-Фрід та його збанкрутілий фонд FTX Future Fund, який зобов'язався виділити 160 мільйонів доларів на цілі, пов'язані з лонгтермізмом.

## Критика

### Етика популяції
Одним із закидів проти лонгтермізму є те, що він повинен спиратися на суперечливі припущення в етиці популяції, наприклад, на тоталізм, який передбачає так званий «огидний висновок». Це твердження, що «для будь-якої можливої популяції щонайменше 10 мільярдів людей, кожен із яких насолоджується дуже високою якістю життя, має існувати значно більша можлива популяція, існування якої — за умови, що всі інші умови залишаються такими ж — було б кращим, навіть якщо ці люди жили б життям, яке ледь варте того, щоб його прожити».
У відповідь Вільям Макаскілл зазначає, що багато результатів у сфері етики популяції свідчать, що жодна переконлива теорія не може уникнути подібних висновків. Водночас він підкреслює, що лонгтермізм — якщо він зосереджений на зміні траєкторії цивілізації, а не на уникненні вимирання людства — не обов'язково має спиратися на суперечливі припущення в етиці популяції.

### Непередбачуваність
Інший закид проти лонгтермізму полягає в тому, що довгострокові наслідки наших дій є непередбачуваними. Ця критика схожа на ширшу проблему «непередбачуваності», яка виникає у випадку консеквенціалізму.
У відповідь дослідники, пов'язані з лонгтермізмом, намагаються ідентифікувати події, на які можна вплинути в ближчому майбутньому, але які матимуть тривалий і передбачуваний вплив. Наприклад, вони виділяють такі події, як вимирання людства чи втрата контролю над загальним штучним інтелектом.

### Фанатизм
Ще один закид проти лонгтермізму полягає в тому, що він передбачає раціональність дій, які мають дуже малу ймовірність принести надзвичайно великі вигоди, замість дій, що забезпечують невеликі вигоди з високою вірогідністю. Ілюстрацією цієї проблеми є уявний експеримент, відомий як «парі Паскаля».
У відповідь Вільям Макаскілл підкреслює, що загальний рівень екзистенційного ризику перебуває в межах ризиків, з якими ми намагаємося боротися у повсякденному житті, наприклад, пристібаючи ремені безпеки в автомобілі. Інші дослідники, пов'язані з лонгтермізмом, звертають увагу на аргументи на користь так званого «фанатизму» — загальної тези про те, що для будь-якої вигоди і для будь-якої ненульової ймовірності існує така можлива вигода, що краще прагнути її досягнення з відповідною ймовірністю, ніж отримати першу з абсолютною впевненістю.

### Претензійність
Ще один закид проти лонгтермізму полягає в тому, що він може призводити до надмірних вимог до нинішнього покоління, можливо, на шкоду найбільш нужденним людям у сучасному суспільстві. Подібні закиди раніше висувалися проти консеквенціалізму, зокрема щодо застосування утилітаризму до питання міжпоколінної справедливості.
У відповідь Вільям Макаскілл наголошує, що багато проєктів, пов'язаних із лонгтермізмом, приносять вигоду також і сучасному поколінню. Наприклад, запобігання пандеміям може зменшити рівень екзистенційного ризику, а також покращити поточний стан охорони здоров'я. Тобі Орд, зі свого боку, підкреслює, що згідно з лонгтермізмом позитивний вплив є лише одним із ключових пріоритетів нашого часу. Він також зазначає, що наразі у світі на цілі, пов'язані з лонгтермізмом, витрачається менше коштів, ніж на морозиво (60 мільярдів доларів у 2018 році).

### «Мета виправдовує засоби»
Ще один закид проти лонгтермізму полягає в тому, що він може слугувати виправданням для обману чи насильства задля досягнення лонгтермістських цілей. Філософ Пітер Сінґер писав, що «розгляд світу через призму лонгтермізму та екзистенційного ризику зводить поточні проблеми майже до нуля, водночас надаючи виправдання майже будь-яким діям, які збільшують наші шанси на виживання досить довго, щоб розповсюдитися за межі Землі».
У відповідь Вільям Макаскілл підкреслює, що турбота про майбутні покоління, яку виражає лонгтермізм, не виправдовує обману чи насильства, так само як турбота про довкілля не виправдовує терактів проти електростанцій.

### «Лонгвошинг»
Ще один закид проти лонгтермізму як соціального руху полягає в тому, що він, подібно до явища грінвошингу, може використовуватися для створення хибного враження, ніби дії компаній або осіб, які підтримують лонгтермістські цілі, є етично виправданими.
У цьому контексті Роман Кржнарик пише: «Зростаюча кількість бізнесменів є не лише експертами у грінвошингу (виголошенні необґрунтованих заяв про те, що їхні компанії роблять для довкілля), але також у тому, що я вважаю лонгвошингом (створенні довгострокової стратегії насамперед заради фінансових результатів компанії, а не для блага майбутнього світу)».